# Сташув (гміна)
Ґміна Сташув (пол. Gmina Staszów) — сільсько-міське поселення у повіті Сташув на сході Польщі. Ґміна належить до Свєнтокшиського воєводства.
Станом на 31 грудня 2011 у ґміні проживало 26692 особи.

## Територія
Згідно з даними за 2007 рік площа гміни становила 225.86 км², у тому числі:
- орні землі: 59.00%
- ліси: 34.00%

Таким чином, площа гміни становить 24.42% площі повіту.

## Населення
Станом на 31 грудня 2011:
| Опис     | Загалом | Загалом | Чоловіки | Чоловіки | Жінки | Жінки |
| -------- | ------- | ------- | -------- | -------- | ----- | ----- |
| одиниця  | осіб    | %       | осіб     | %        | осіб  | %     |
| все      | 26692   | 100     | 13112    | 49.12    | 13580 | 50.88 |
| міське   | 15645   | 100     | 7596     | 48.55    | 8049  | 51.45 |
| сільське | 11047   | 100     | 5516     | 49.93    | 5531  | 50.07 |

## Сусідні гміни
Гміна Сташув межує з такими гмінами: Боґорія, Клімонтув, Осек, Ракув, Ритв'яни, Тучемпи, Шидлув.